# Corallinoideae
Corallinoideae, potporodica crvenih algi, dio porodice Corallinaceae. Postoji 14 rodova među kojima i dva tribusa s pet rodova
Potporodica je opisana 1908., a tipični rod je Corallina s veoma rasprostranjenom morskom vrstom C. officinalis Linnaeus 1758

## Rodovi
- Alatocladia (Yendo) H.W.Johansen
- Arthrocardia Decaisne
- Bossiella P.C.Silva
- Calliarthron Manza
- Cheilosporum (Decaisne) Zanardini
- Chiharaea H.W.Johansen
- Crusticorallina K.R.Hind & P.W.Gabrielson
- Masakiella Guiry & O.N.Selivanova
- Tribus Corallineae Areschoug
  - Corallina Linnaeus
  - Ellisolandia K.R.Hind & G.W.Saunders
  - Johansenia K.R.Hind & G.W.Saunders
  - Plectoderma Reinsch
- Tribus Janieae H.W.Johansen & P.C.Silva   
  - Jania J.V.Lamouroux